# Gnophos semiobscuraria
Gnophos semiobscuraria är en fjärilsart som beskrevs av Nitsche. Gnophos semiobscuraria ingår i släktet Gnophos och familjen mätare. Inga underarter finns listade i Catalogue of Life.